# 양융웨이
양융웨이(중국어 정체자: 楊勇緯, 간체자: 杨勇纬, 병음: Yáng Yǒngwěi, 한자음: 양용위, 파이완어: Drangadrang, 1997년 9월 28일~)는 중화민국의 유도 선수이다. 2020년 하계 올림픽 남자 엑스트라라이트급에서 은메달을 획득했다.

## 경력
1997년 핑둥현 스쯔향 난스촌의 파이완족 가정에서 태어났다. 이후 타이중에서 성장했으며 유도를 배웠던 어머니의 영향으로 소학교(초등학교) 3학년 때 여동생과 함께 유도를 시작했다.
2017년 자국 중화민국 타이베이에서 열린 2017년 하계 유니버시아드에 참가했다. 이듬해인 2018년 인도네시아 자카르타에서 열린 2018년 아시안 게임 남자 60kg급에서 동메달을 획득했다.
2019년에는 아랍에미리트 푸자이라에서 열린 2019년 아시아 선수권 대회 남자 60kg급에서 은메달을 획득했다. 같은 해 일본 도쿄에서 열린 2019 세계 선수권 대회 남자 60kg급에 출전했다.
2021년에 도쿄에서 열린 2020년 하계 올림픽에 참가하여 남자 -60kg급 결승에 진출했으며 개최국 선수인 일본의 다카토 나오히사에게 패하면서 은메달을 획득했다. 2023년에는 항저우에서 열린 2022년 아시안 게임에서 대한민국의 이하림을 꺾고 금메달을 획득했다.

## 개인사
양융웨이는 국립대만체육대학에서 수학했다.